# Манометр

Стандартный вид манометра.

Мано́метр (др.-греч. μανός «неплотный» и μετρέω «измеряю», англ. pressure gauge) — прибор для измерения давления жидкости или газа в замкнутом пространстве.

Принцип манометра в действии

## Описание манометра

Основы механизма манометра

Действие манометра основано на уравновешивании измеряемого давления силой упругой деформации трубчатой пружины или более чувствительной двухпластинчатой мембраны, один конец которой запаян в держатель, а другой через тягу связан с трибко-секторным механизмом, преобразующим перемещение упругого чувствительного элемента в круговое движение показывающей стрелки.

## Разновидности манометров
В группу приборов, измеряющих избыточное давление, входят:
- манометры — приборы с верхним диапазоном измерения от 0,06 до 1000 МПа (измеряют избыточное давление — положительную разность между абсолютным и барометрическим давлением);
- вакуумметры — приборы, измеряющие разрежение (давление ниже атмосферного);
- мановакуумметры — манометры, измеряющие как избыточное (от 60 до 240000 кПа), так и вакуумметрическое давление;
- напоромеры — манометры малых избыточных давлений (до 40 кПа);
- тягомеры — вакуумметры с пределом измерения до минус 40 кПа;
- тягонапоромеры — мановакуумметры с крайними пределами измерения, не превышающими ±40 кПа.

Большинство отечественных и импортных манометров изготавливаются в соответствии с общепринятыми стандартами, в связи с этим манометры различных марок заменяют друг друга. Выбор манометра осуществляется по следующим параметрам: предел измерения, диаметр корпуса, класс точности прибора, диаметр резьбы штуцера и его расположение (радиальный, осевой).
Также существуют манометры, измеряющие абсолютное давление, то есть избыточное давление, а также атмосферное.
Прибор, измеряющий атмосферное давление, называется барометром.

## Типы манометров

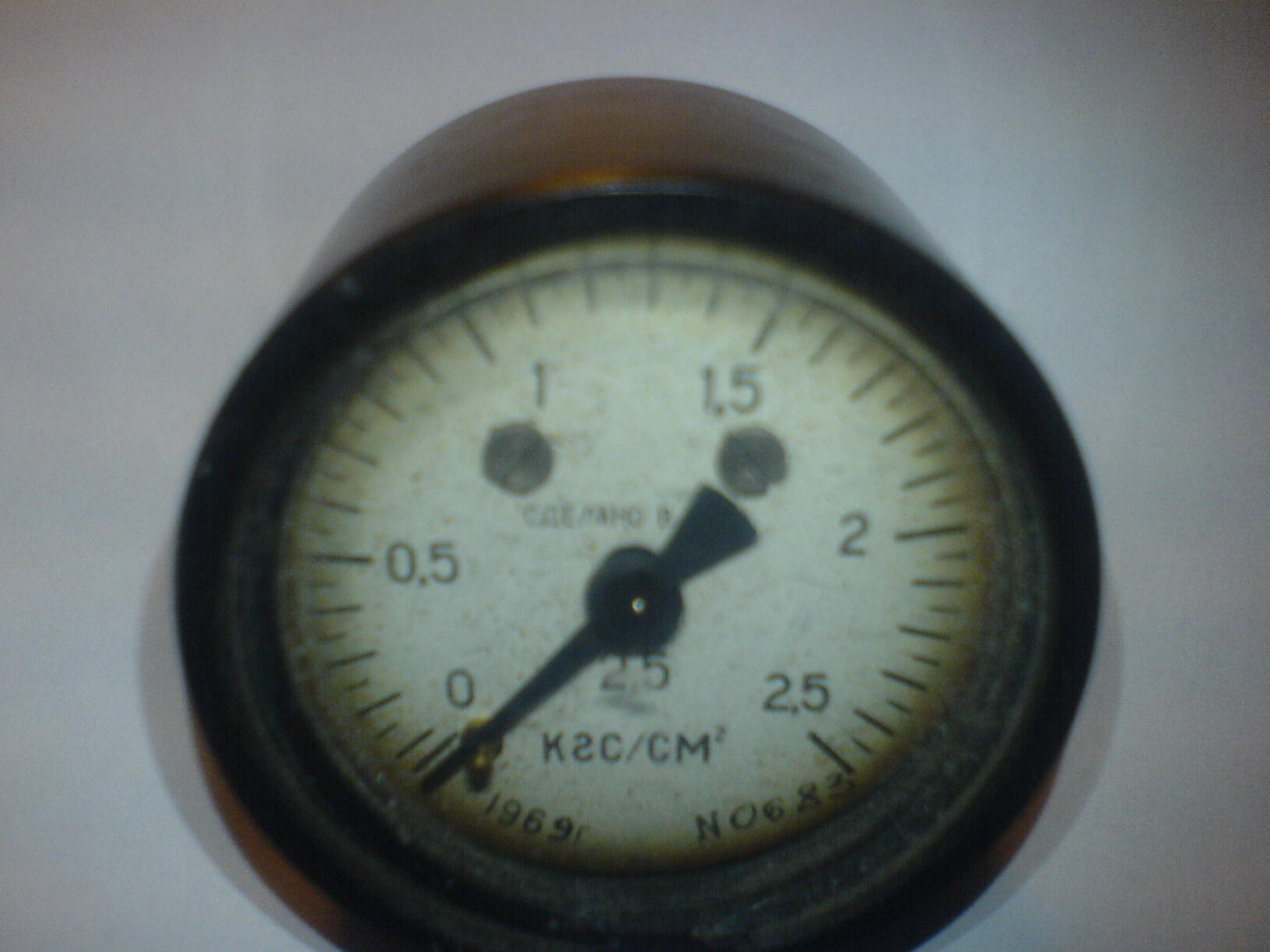
Манометр низкого давления (СССР).

В зависимости от конструкции, чувствительности элемента различают манометры жидкостные, грузопоршневые, деформационные (с трубчатой пружиной или мембраной).
Манометры подразделяются по классам точности: 0,15; 0,25; 0,4; 0,6; 1,0; 1,5; 2,5; 4,0 (чем меньше число, тем точнее прибор).

## Виды манометров

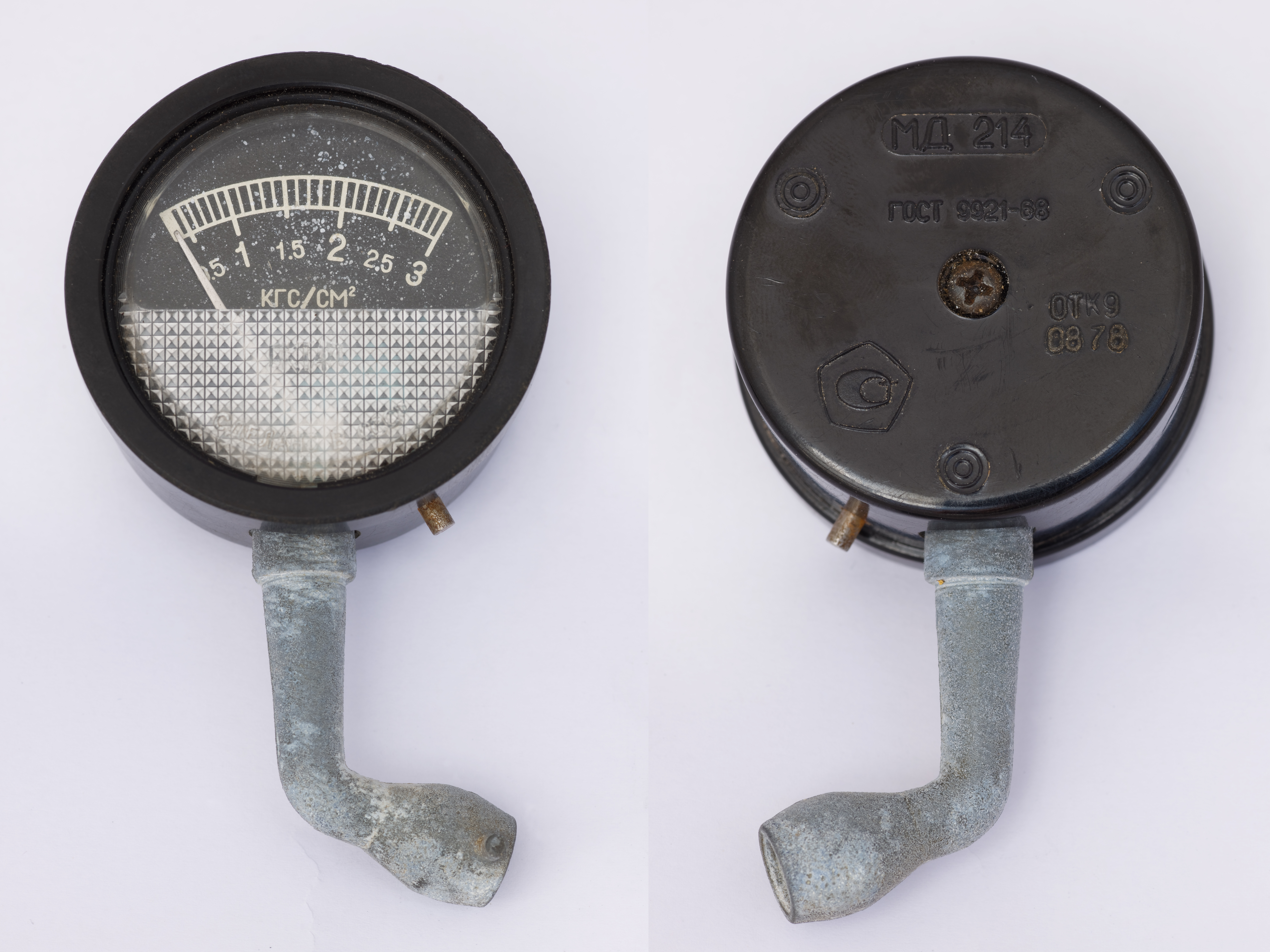
Манометр для измерения давления в шинах.

По назначениям манометры можно разделить на технические — общетехнические, электроконтактные, специальные, самопишущие, железнодорожные, виброустойчивые (глицеринозаполненые), судовые и эталонные (аналоговые).
технические: предназначены для измерения не агрессивных к сплавам меди жидкостей, газов и паров.

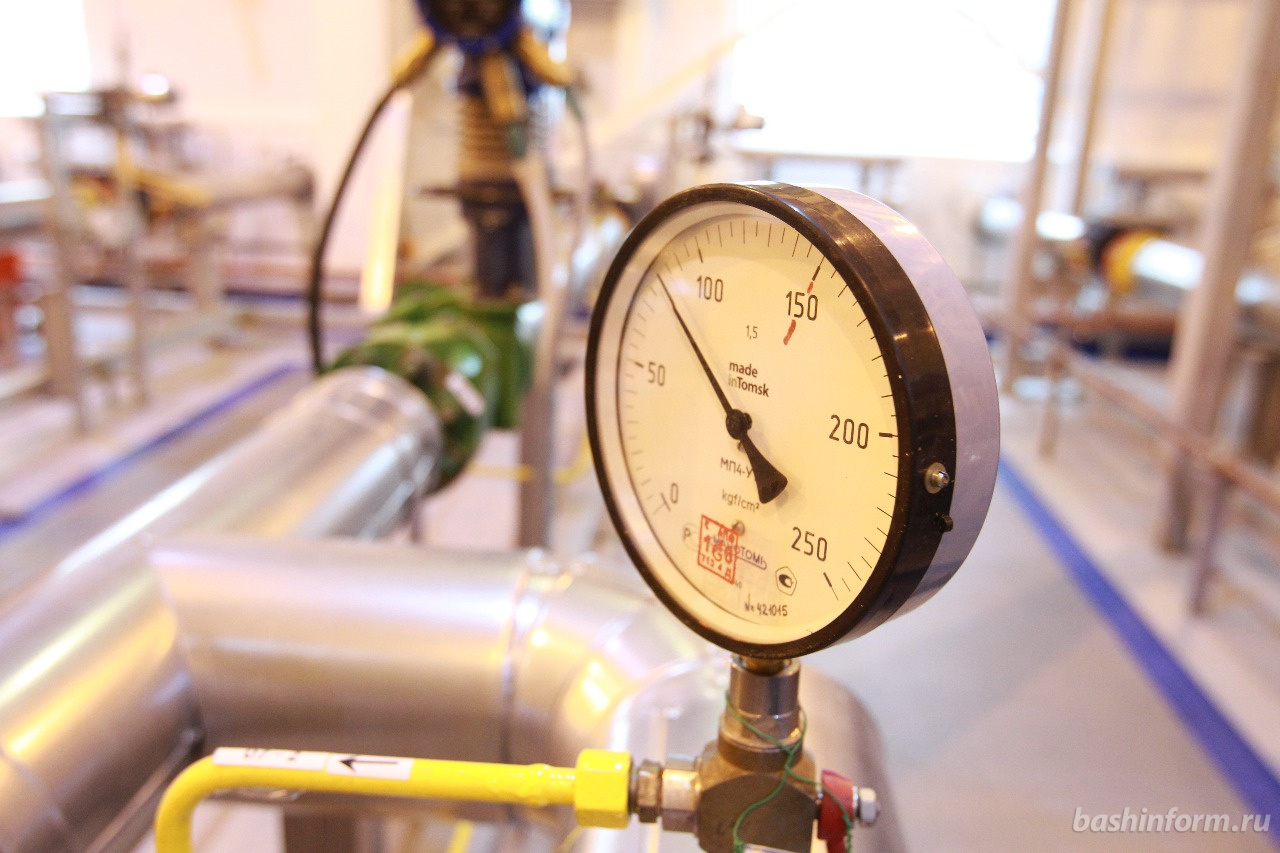
Манометр для измерения давления природного газа.

Электроконтактные: в конструкции имеют специальные группы контактов (обычно 2). Одна группа контактов соответствует минимальному заданному давлению, вторая группа — максимальному. Величины заданий могут изменяться обслуживающим персоналом. Группа минимального давления может быть включена в электрическую цепь позиционного регулирования или сигнализации минимального давления. Аналогично и группа максимального давления. В некоторых случаях могут быть задействованы обе группы. Как минимальная, так и максимальная группы могут быть выведены за минимальное или максимальное (соответственно) значение шкалы манометра и не использоваться. Электроконтактные манометры как правило не должны использоваться в качестве приборов для снятия показаний ввиду того, что показывающая стрелка при механическом взаимодействии с одной из контактных групп может неточно указывать величину давления — возникает заметная погрешность. Особенно популярным прибором этой группы можно назвать ЭКМ 1У, хотя он давно снят с производства. Для работы в условиях возможной загазованности горючими газами необходимо использовать электроконтактные манометры во взрывозащищенном исполнении.

## Манометр с трубкой Бурдона
Манометры с трубкой Бурдона для холодильного оборудования предназначены для одновременного измерения давления пара и зависящей от него температуры пара. На случай применения хладагентов разных видов предусмотрена комплектация прибора несколькими температурными шкалами. Приборы рассчитаны на применение самых распространенных неорганических и органических хладагентов. В этом случае необходимо принять в расчет стойкость материала, из которого изготовлен манометр. Все приборы разработаны в соответствии с международными рекомендациями по измерительной технике с учётом требований стандартов и сфер применения.

### Принцип работы
Основой принципа механического измерения давления является эластичный измерительный элемент, способный под воздействием сжимающей нагрузки деформироваться строго определённым образом и испытанную деформацию воспроизводить. С помощью стрелочного устройства эта деформация преобразуется во вращательное движение стрелки. С помощью масштабирования циферблата можно узнать давление, испытанное измерительным элементом, и связанную с ним температуру пара.

### Температурная шкала
Существует прямая зависимость между температурой и давлением. Поэтому манометры комплектуются двумя шкалами:
- на одной отображается измеренное давление, на другой рассчитанное значение температуры;
- значения температурных шкал основаны на таблицах свойств водяного пара насыщенных хладагентов при эталонном значении давления 1013,25 миллибар.

Они соблюдаются только для чистых хладагентов, указанных на шкале. Поскольку на практике химически чистые хладагенты используются очень редко, а рабочее давление не совпадает с эталонным, на циферблате отображается приблизительная температура. Но для работы этого вполне достаточно.

### Диапазоны измерения
По сравнению с другими техническими характеристиками диапазоны измерения имеют наибольшее практическое значение. Особенностью манометров, работающих с хладагентами, является наличие комбинированной шкалы с показаниями давления и температуры. На стандартной шкале дается цена деления в барах и °С. Возможны варианты отображения температуры в "F, а давления — в кПа/МПа или ф/кв. дюйм.

### Заполняющая жидкость
Манометры с заполняющей жидкостью применяются для измерений, связанных с большими переменными нагрузками, а также с сильной вибрацией или пульсацией. Жидкость обеспечивает плавность хода стрелки и хорошую считываемость показаний даже при максимальной нагрузке и сильной вибрации. Кроме того, смазочное действие амортизационной жидкости значительно снижает износ прибора. Как правило, в качестве амортизационной жидкости используется глицерин.

### Контакты
В приборах с электрическим измерительным датчиком или концевым контактом применяют парафиновое масло, которое не является проводником. В качестве дополнительного варианта используют силиконовый наполнитель разной степени вязкости.

## Термопроводность
Термопроводные манометры основываются на уменьшении теплопроводности газа с давлением.
В таких манометрах встроена нить накала, которая нагревается при пропускании через неё тока. Термопара или датчик определения температуры через сопротивление (ДОТС) могут быть использованы для измерения температуры нити накала. Эта температура зависит от скорости с которой нить накала отдаёт тепло окружающему газу и, таким образом, от термопроводности. Часто используется манометр Пирани, в котором используется единственная нить накала из платины одновременно как нагревательный элемент и как ДОТС. Эти манометры дают точные показания в интервале между 10 и 10−3 мм рт. ст., но они довольно чувствительны к химическому составу измеряемых газов.

### Две нити накаливания
Одна проволочная катушка используется в качестве нагревателя, другая же используется для измерения температуры через конвекцию.

### Манометр Пирани (oдна нить)
Манометр Пирани состоит из металлической проволоки, открытой к измеряемому давлению. Проволока нагревается протекающим через неё током и охлаждается окружающим газом. При уменьшении давления газа охлаждающий эффект тоже уменьшается и равновесная температура проволоки увеличивается. Сопротивление проволоки является функцией температуры: измеряя напряжение на проволоке и текущий через неё ток, сопротивление (и таким образом давление газа) может быть определено. Этот тип манометра был впервые сконструирован Марселло Пирани.
Термопарный и термисторный манометры работают похожим образом. Отличие же в том, что термопара и термистор используются для измерения температуры нити накаливания.
Измерительный диапазон: 10−3 — 10 мм рт. ст. (грубо 10−1 — 1000 Па)

### Ионизационный манометр
Ионизационные манометры — наиболее чувствительные измерительные приборы для очень низких давлений. Они измеряют давление косвенно через измерение ионов образующихся при бомбардировке газа электронами. Чем меньше плотность газа, тем меньше ионов будет образовано. Калибрирование ионного манометра — нестабильно и зависит от природы измеряемых газов, которая не всегда известна. Они могут быть откалибрированы через сравнение с показаниями манометра Мак Леода, которые значительно более стабильны и независимы от химии.
Термоэлектроны соударяются с атомами газа и генерируют ионы. Ионы притягиваются к электроду под подходящим напряжением, известным как коллектор. Ток в коллекторе пропорционален скорости ионизации, которая является функцией давления в системе. Таким образом, измерение тока коллектора позволяет определить давление газа. Имеется несколько подтипов ионизационных манометров.
Измерительный диапазон: 10−10 — 10−3 мм рт. ст. (грубо 10−8 — 10−1 Па)
Большинство ионных манометров делятся на два вида: горячий катод и холодный катод. Третий вид — это манометр с вращающимся ротором более чувствителен и дорог, чем первые два и здесь не обсуждается. В случае горячего катода электрически нагреваемая нить накала создаёт электронный луч. Электроны проходят через манометр и ионизируют молекулы газа вокруг себя. Образующиеся ионы собираются на отрицательно заряженном электроде. Ток зависит от числа ионов, которое, в свою очередь, зависит от давления газа. Манометры с горячим катодом аккуратно измеряют давление в диапазоне 10−3 мм рт. ст. до 10−10 мм рт. ст. Принцип манометра с холодным катодом тот же, исключая, что электроны образуются в разряде созданным высоковольтным электрическим разрядом. Манометры с холодным катодом аккуратно измеряют давление в диапазоне 10−2 мм рт. ст. до 10−9 мм рт. ст. Калибрирование ионизационных манометров очень чувствительно к конструкционной геометрии, химическому составу измеряемых газов, коррозии и поверхностным напылениям. Их калибровка может стать непригодной при включении при атмосферном и очень низком давлении. Состав вакуума при низких давлениях обычно непредсказуем, поэтому масс-спектрометр должен быть использован одновременно с ионизационным манометром для точных измерений.

### Горячий катод
Ионизационный манометр с горячим катодом Баярда-Алперта обычно состоит из трёх электродов работающих в режиме триода, где катодом является нить накала. Три электрода — это коллектор, нить накала и сетка. Ток коллектора измеряется в пикоамперах электрометром. Разность потенциалов между нитью накала и землёй обычно составляет 30 В, в то время как напряжение сетки под постоянным напражением — 180—210 вольт, если нет опциональной электронной бомбардировки, через нагрев сетки, которая может иметь высокий потенциал приблизительно 565 Вольт. Наиболее распространённый ионный манометр — это горячим катодом Баярда-Алперта с маленьким ионным коллектором внутри сетки. Стеклянный кожух с отверстием к вакууму может окружать электроды, но обычно он не используется и манометр встраивается в вакуумный прибор напрямую и контакты выводятся через керамическую плату в стене вакуумного устройства. Ионизационные манометры с горячим катодом могут быть повреждены или потерять калибровку если они включаются при атмосферном давлении или даже при низком вакууме. Измерения ионизационных манометров с горячим катодом всегда логарифмичны.
Электроны испущенные нитью накала движутся несколько раз в прямом и обратном направлении вокруг сетки пока не попадут на неё. При этих движениях, часть электронов сталкивается с молекулами газа и формирует электрон-ионные пары (электронная ионизация). Число таких ионов пропорционально плотности молекул газа умноженной на термоэлектронный ток, и эти ионы летят на коллектор, формируя ионный ток. Так как плотность молекул газа пропорциональна давлению, давление оценивается через измерение ионного тока.
Чувствительность к низкому давлению манометров с горячим катодом ограничена фотоэлектрическим эффектом. Электроны, ударяющие в сетку, производят рентгеновские лучи, которые производят фотоэлектрический шум в ионном коллекторе. Это ограничивает диапазон старых манометров с горячим катодом до 10−8 мм рт. ст. и Баярда-Алперта приблизительно к 10−10 мм рт. ст. Дополнительные провода под потенциалом катода в луче обзора между ионным коллектором и сеткой предотвращают этот эффект. В типе извлечения ионы притягиваются не проводом, а открытым конусом. Поскольку ионы не способны решить, какую часть конуса ударить, они проходят через отверстие и формируют ионный луч. Этот луч иона может быть передан на кружку Фарадея.

### Холодный катод
Существует два вида манометров с холодным катодом: манометр Пеннинга (введённый Максом Пеннингом), и инвертированный магнетрон. Главное различие между ними состоит в положении анода относительно катода. Ни у одного из них нет нити накаливания, и каждому из них требуется напряжение до 0,4 кВ для функционирования. Инвертированные магнетроны могут измерять давления до 10−12 мм рт. ст.
Такие манометры не могут работать если ионы, генерируемые катодом рекомбинируют прежде, чем они достигнут анод. Если средняя длина свободного пробега газа меньше, чем размеры манометра, тогда ток на электроде исчезнет. Практическая верхняя граница измеряемого давления манометра Пеннинга 10−3 мм рт. ст.
Точно так же манометры с холодным катодом могут не включиться при очень низких давлениях, так как почти полное отсутствие газа мешает устанавливать электродный ток — особенно в манометре Пеннинга, который использует вспомогательное симметричное магнитное поле, чтобы создать траектории ионов порядка метров. В окружающем воздухе подходящие ионые пары формируются посредством воздействия космической радиации; в манометре Пеннинга приняты меры, чтобы облегчить установку пути разряда. Например, электрод в манометре Пеннинга обычно точно сужается, для облегчения полевой эмиссии электронов.
Циклы обслуживания манометров с холодным катодом вообще измеряются годами, в зависимости от газового типа и давления, в котором они работают. Используя манометр с холодным катодом в газах с существенными органическими компонентами, такими как остатки масла насоса, может привести к росту тонких углеродистых плёнок в пределах манометра, которые в конечном счете замыкают электроды манометра или препятствуют гереации пути разряда.

## Применение манометров
Манометры применяются во всех случаях, когда необходимо знать, контролировать и регулировать давление. Наиболее часто манометры применяют в теплоэнергетике, на химических, нефтехимических предприятиях, предприятиях пищевой отрасли.

## Цветовая маркировка
Довольно часто корпуса манометров, служащих для измерения давления газов, окрашивают в различные цвета. Так манометры с голубым цветом корпуса предназначены для измерения давления кислорода. Жёлтый цвет корпуса имеют манометры на аммиак, белый — на ацетилен, тёмно-зелёный — на водород, серовато-зелёный — на хлор. Манометры на пропан и другие горючие газы имеют красный цвет корпуса. Корпус чёрного цвета имеют манометры, предназначенные для работы с негорючими газами.